# Antropizzazione del territorio siracusano
L'antropizzazione del territorio siracusano è avvenuta nel corso di diversi millenni, determinando gli odierni insediamenti costieri e montani, ciascuno con le proprie peculiarità. Il paesaggio prettamente collinare del territorio, detto Ibleo, è ciò che accomuna i vari insediamenti; esso riscendendo dolcemente verso il mare ha portato l'uomo a edificare i suoi maggiori centri sulla costa.

## Contesto storico

### I primi insediamenti nel territorio
Il territorio venne abitato fin dalla preistoria: le necropoli di Pantalica (la più vasta d'Europa) e di Cassibile, sorte sui rilievi iblei prossimi alla costa, rappresentano le testimonianze più importanti delle prime popolazioni che abitarono la regione fisica: i Sicani e i Siculi.
L'area prende il nome dalla città di Siracusa, il suo maggiore centro, fondato sulla costa sud-orientale nel 734-733 a.C. dai Corinzi, ma antropizzato già diversi secoli prima. La polis greca controllava un territorio fisico che si estendeva ben oltre gli odierni confini. Avendo fabbricato le sue prime colonie sulle alture degli Iblei e sulla costa meridionale dell'isola, località come Akrai, Kasmene, Akrillai (a nord-ovest), Eloro (a sud) e Kamarina (a sud-ovest) segnarono i suoi primi confini, proteggendo il suo territorio dall'espansione di altri gruppi di greci; ad esempio dai temibili rodio-cretesi di Gela. Le colonie venivano popolate da greci e autoctoni del luogo. Ai primi insediamenti siracusani, ben presto se ne aggiunsero di nuovi verso la parte settentrionale della Sicilia: Aitna, Adranon (sorte alle falde del monte Etna), Taormina; zone in cui la rivalità con i greci calcidesi (Ioni d'origine), come i Catanesi, era molto sentita (i Siracusani erano invece d'origine Dorica), si affacciò quindi sul mar Tirreno, rifondando Messina e cofondando Tindari (sorta sui monti Nebrodi). Colonie e fortificazioni dei Siracusani sorsero anche verso il centro dell'isola, come Enna, Centuripe e Akragas, incluse nell'orbita di Siracusa per lungo tempo.

### Evoluzione dei confini

Evoluzione territoriale: in alto in giallo tutta la provincia Siracusana (in rosso la Lilibetana); a seguire in giallo il Val di Noto; in fondo a destra l'odierna provincia di Siracusa

Se pur soggetto a ribellioni, perdite e conquiste, il territorio geografico controllato dai Siracusani era tanto vasto che quando i Romani nel III secolo a.C. conquistarono la Sicilia, divisero amministrativamente l'isola in due parti, denominando tutta la parte orientale dell'isola provincia Siracusana, il cui confine fisico principale era dato dal fiume Salso (il territorio in questione era detto «Siciliae citra Salsum»). Tale divisione permanne fino al medioevo, nonostante Siracusa dopo la conquista da parte degli Arabi avesse perso la propria egemonia sulla Sicilia (gli Arabi tolsero alla città il titolo di capitale, trasferendolo a Palermo).
Gli Arabi fecero una tripartizione della Sicilia e anche l'antica provincia Siracusana fu divisa: venne creato il Val di Noto, che non comprendeva la parte settentrionale dell'isola, denominata adesso Val Demone, mentre la zona centrale fu inquadrata nell'orbita di Palermo e denominata Val di Mazara. Non esistendo documenti dell'epoca araba alcuni studiosi come Michele Amari hanno ipotizzato, senza però poter contare su alcuna certezza, che essendo la città di Siracusa ridotta in macerie e la propria popolazione fatta schiava dai conquistatori, questi avessero preferito collocare la sede del loro potere territoriale nella città di Noto (Neaiton in greco), la quale sorgeva sull'altura iblea ed era posta nell'orbita di Siracusa fin dai tempi di Ierone II. Con la cacciata degli Arabi e la venuta dei Normanni, si ritornò ad adottare, se pur formalmente, l'antica denominazione delle province romane: Siracusana e Lilibetana, sempre l'Amari ha ipotizzato che con il ritorno alla cristianità Siracusa fosse nuovamente sede dei poteri centrali del territorio.
Nel 1693 un catastrofico terremoto di magnitudo 7.4 - il più alto registrato nella storia della penisola italiana - colpì l'intero Val di Noto. Il suo epicentro fu a est, in mare, nei pressi di Augusta e Melilli, lì dove sorge la scarpata Ibleo-Maltese. Il sisma rase al suolo i principali centri, seguì un maremoto, in totale si contarono 60.000 vittime. L'evento segnò un punto di svolta definitivo nell'aspetto urbanistico del territorio.
La denominazione Val di Noto permanne fino all'epoca borbonica, e con la formazione della provincia di Siracusa nel Regno delle Due Sicilie si assestò la situazione territoriale. Tuttavia la ribellione del 1837 che vide protagonisti i siracusani contro il governo borbonico, fece modificare per regio decreto la capitale della provincia dalla costa di Siracusa al territorio montano di Noto; fu creata la provincia di Noto, la quale ebbe comunque vita breve poiché a seguito del crollo del Regno delle Due Sicilie e dell'instaurazione del Regno d'Italia la città di Siracusa riprese il titolo di capitale nel 1865.
L'ultimo definitivo e importante distaccamento di territori dell'antica provincia avvenne nel 1927 quando fu chiesto e ottenuto il distaccamento di 12 comuni siracusani, appartenuti in epoca medievale alla Contea di Modica, per formare la nuova provincia di Ragusa. Si vennero a stabilire dunque gli attuali confini territoriali tutt'oggi vigenti.

## Comuni odierni
Odiernamente sono 21 i comuni che delimitano i confini di quest'area geografica, con una popolazione complessiva di 403.985 abitanti.

### I comuni costieri
L'antropizzazione avvenuta sulla costa va distinta in due diverse direzioni:
- Nell'ambiente geografico verso sud - da Noto a Pachino - il processo di antropizzazione è stato più moderato e meno invasivo, la costa ha infatti conservato un elevato valore naturalistico, al suo interno vi si trovano spesso zone SIC e ZPS, mentre l'economia della sua popolazione si basa principalmente sull'agricoltura, vitale, e sul turismo; solo recentemente espanso e valorizzato.[3]
- Nell'ambiente geografico verso nord - da Siracusa ad Augusta - si è verificata invece un'antropizzazione più movimentata, qui sorgono i maggiori centri urbani, molti dei quali orbitano attorno al polo petrolchimico siracusano del triangolo industriale Priolo-Melilli-Augusta. Ovviamente anche quest'area è interessata da zone geografiche di notevole pregio che però faticano ulteriormente a mantenere la loro integrità a causa dello sfruttamento invasivo delle risorse.

|                                                  | Comune                    |          | m s.l.m. | Fondazione       | Archeologia del territorio | Popolazione |
| ------------------------------------------------ | ------------------------- | -------- | -------- | ---------------- | --- | ----------- |
| Porta Spagnola (Augusta)                         | Augusta                   | nord-est | 15       | XIII secolo      | Sorge nei pressi del sito greco di Megara Iblea                                                                               | 36.490      |
| Tonnara di Avola                                 | Avola                     | sud-est  | 40       | XVII secolo      | Sorge nei pressi di Avola Antica (480 m s.l.m.), rappresentandone la rifondazione                                             | 31.785      |
| Chiesa madre di Pachino                          | Pachino                   | sud-est  | 65       | XVIII secolo     | | 22.184      |
| Castello Tafuri (Portopalo si Capo Passero)      | Portopalo di Capo Passero | sud-est  | 20       | XVIII secolo     | | 3.885       |
| Torre di Magnisi (penisola di Magnisi, Priolo)   | Priolo Gargallo           | nord-est | 30       | XIX secolo       | Sorge nei pressi del sito miceneo-autoctono di Thapsos                                                                        | 2.091       |
| Santuario della Madonna delle Lacrime (Siracusa) | Siracusa                  | est      | 17       | VIII secolo a.C. | Sorge nel medesimo sito da millenni (epoca preistorica-greca-romana-medievale) e nei pressi del sito neolitico di Stentinello | 122.291     |

### Frazioni costiere più popolose
Le frazioni costiere sono sorte in epoca successiva rispetto al comune di cui amministrativamente fanno parte. Alcune di esse sono molto popolose ed hanno una storia antica. La loro origine varia; alcune sono sorte come zona di villeggiatura, altre come borghi rurali o marini. Una vasta parte del territorio è interessato da siti archeologici di notevole pregio.

#### Frazioni costiere a nord
|                          | Frazione                    |          | m s.l.m. | Fondazione | Archeologia del territorio                                                                                            | Popolazione             |
| ------------------------ | --------------------------- | -------- | -------- | ---------- | --- | ----------------------- |
| Spiaggia di Agnone Bagni | Agnone Bagni (Augusta)      | nord-est | 2        |            | | 381                     |
| Castello di Brucoli      | Brucoli (Augusta)           | nord-est | 4        | XV secolo  | | 939                     |
| Città Giardino           | Città Giardino (Melilli)    | nord-est | 30       | XIX secolo | | 2.082                   |
|                          | Marina di Melilli (Melilli) | nord-est | 10       |            | Il sito, sorto nei pressi di Thapsos, è divenuto esso stesso un'area archeologica poiché totalmente evacuato nel 1979 | odiernamente disabitata |

#### Frazioni costiere a sud
- Frazioni di Siracusa

|                                                                  | Frazione                 |         | m s.l.m. | Fondazione | Archeologia del territorio                                            | Popolazione   |
| ---------------------------------------------------------------- | ------------------------ | ------- | -------- | ---------- | --------------------------------------------------------------------- | ------------- |
| Scogliera di Arenella                                            | Arenella                 | sud-est | 10       |            |                                                                       | 664           |
| Siracusa vista dalla zona di Carrozziere                         | Carrozziere              | sud-est | 6        |            |                                                                       | 1.324         |
|                                                                  | Cassibile                | sud-est | 53       | XIV secolo | Sorta nei pressi della preistorica e bizantina necropoli di Cassibile | 6.570         |
| Scorcio di Fontane Bianche                                       | Fontane Bianche          | sud-est | 2        |            |                                                                       | 889           |
| Nessuna immagine sullafrazione Fanusa                            | Fanusa                   | sud-est | 12       |            |                                                                       | 524           |
| Ognina vista dalla sua costa                                     | Ognina                   | sud-est | 5        |            |                                                                       | 222           |
| Scorcio di una parte antropizzata della penisola della Maddalena | Penisola della Maddalena | sud-est | 34       |            |                                                                       | 1.100 (circa) |

- Restanti frazioni

|                                                              | Frazione            |         | m s.l.m. | Fondazione  | Archeologia del territorio               | Popolazione |
| ------------------------------------------------------------ | ------------------- | ------- | -------- | ----------- | ---------------------------------------- | ----------- |
| Calabernardo                                                 | Calabernardo (Noto) | sud-est | 4        |             |                                          | 218         |
| Spiaggia tra Calabernardo e Piccio; sullo sfondo la Cicirata | Cicirata (Avola)    | sud-est | 36       |             |                                          | 255         |
| Scorcio di Gallina, tra Cassibile e Avola                    | Gallina (Avola)     | sud-est | 38       |             |                                          | 700         |
| Lido di Noto                                                 | Lido di Noto (Noto) | sud-est | 5        | XX secolo   | Sorta nei pressi del sito greco di Eloro | 741         |
| Chiesa di Marzamemi                                          | Marzamemi (Pachino) | sud-est | 3        | XVII secolo |                                          | 263         |

### I comuni dell'entroterra
|                                         | Comune            |            | m s.l.m. | Fondazione  | Archeologia del territorio | Popolazione |
| --------------------------------------- | ----------------- | ---------- | -------- | ----------- | --- | ----------- |
| Panorama di Buccheri                    | Buccheri          | nord-ovest | 820      | XI secolo   | Sorge sulle pendici settentrionali del monte Lauro | 2.038       |
| Rovine del castello di Buscemi          | Buscemi           | nord-ovest | 761      |             | Sorge nei pressi della greca Kasmene, prima del XVII secolo sorgeva sul versante del monte S. Niccolò | 1.071       |
| Panorama di Canicattini Bagni           | Canicattini Bagni | ovest      | 362      | XVII secolo | | 7.124       |
| Il monumento ai caduti di Carlentini    | Carlentini        | nord-est   | 228      | XVI secolo  | Fu fondata in onore di Carlo V | 17.901      |
| Chiesa di Cassaro                       | Cassaro           | nord-est   | 550      | XI secolo   | Sorta sulla collina del Piano Santo Stefano - nei pressi della romana Cacyrum (15 Km a ovest di Siracusa) fu riedificata nella posizione attuale dopo il terremoto del 1693                               | 807         |
| Una via di Ferla                        | Ferla             | nord-est   | 556      | XIII secolo | Rappresenta una delle due coseddette «porte» di Pantalica | 2.531       |
| Chiesa di Floridia                      | Floridia          | sud-ovest  | 111      | XVII secolo | Anticamente detta Xiridia, nata come villa per i Re di Sicilia, | 22.891      |
| L'Etna vista dalla piana di Francofonte | Francofonte       | nord-ovest |          |             | |             |
|                                         | Lentini           | nord-ovest | 53       | VIII secolo | La sua storia millenaria risale 729 a.C., quando venne fondato il nucleo abitato di Leontinoi ad opera di alcuni coloni Calcidesi. Fu un influente polis della sicilia greca.                             | 21.450      |
| Il centro storico di Melilli            | Melilli           | nord-ovest | 310      | XII secolo  | Rappresenta una delle possibili eredi dell'antica Ibla; famosa soprattutto per il miele | 13.322      |
| La cattedrale di Noto                   | Noto              | sud-ovest  | 152      | XVII secolo | Continuatrice di Noto Antica - la quale sorgeva 8 Km più a nord, sul monte Alveria (a 409 m s.l.m.), venne distrutta dal terremoto del 1693 e quindi abbandonata per essere ricostruita nell'attuale sito | 23.913      |
| Veduta di Palazzolo Acreide             | Palazzolo Acreide | nord-est   | 670      | XI secolo   | Sorge nei pressi della greca Akrai, | 8.873       |
| Chiesa di Rosolini                      | Rosolini          | sud-ovest  | 154      | XV secolo   | | 21.757      |
| Veduta di Solarino                      | Solarino          | nord-ovest | 165      | XIII secolo | Vicinissima a Floridia, i due comuni formano lo Statuto Unione dei Monti Climiti | 8.025       |
| Sortino e l'Etna                        | Sortino           | nord-ovest | 438      | XV secolo   | Sorta alle porte di Pantalica, nell'alta valle dell'Anapo, nei pressi dell'Anaktoron | 8.765       |

### Frazioni montane più popolose
|                                | Frazione                |            | m s.l.m. | Fondazione   | Archeologia del territorio | Popolazione |
| ------------------------------ | ----------------------- | ---------- | -------- | ------------ | -------------------------- | ----------- |
| Piazza e chiesa di Villasmundo | Villasmundo (Melilli)   | nord-ovest | 190      | XVIII secolo |                            | 4.100       |
| Panorama da Testa dell'Acqua   | Testa dell'Acqua (Noto) | sud-ovest  | 590      |              |                            | 435         |

## [1]Bibliografia
- Siracusa e provincia: i siti archeologici e naturali, il mar Ionio, i monti Iblei, Touring Editore, 1999, ISBN 978-88-365-1253-9.

1. ↑   Demo Istat - Popolazione residente al 31 dicembre 2023, su demo.istat.it. URL consultato l'11 marzo 2025.